# Miagrammopes cambridgei
Miagrammopes cambridgei es una especie de araña araneomorfa del género Miagrammopes, familia Uloboridae. Fue descrita científicamente por Thorell en 1887.
Habita en Birmania y Sumatra.